# П'єр Девен
П'єр Девен (6 вересня 1894 — дата смерті невідома) — бельгійський плавець.
Срібний призер Олімпійських Ігор 1920, 1924 років.